# Marius Corbett
Marius Corbett (Potchefstroom, 26 settembre 1975) è un ex giavellottista sudafricano.

## Biografia
È stato campione del mondo in questa specialità in occasione dei mondiali del 1997 tenutisi ad Atene, durante i quali ha effettuato un lancio di 88,40 m che gli ha valso, oltre al titolo mondiale, anche il record africano del lancio del giavellotto. Poi, nel 1998, in occasione dei Giochi del Commonwealth ha lanciato il suo giavellotto a 88,75 m, segnando un nuovo record africano e aggiudicandosi la medaglia d'oro.

## Record nazionali
- Lancio del giavellotto: 88,75 m ( Kuala Lumpur, 21 settembre 1998)

## Progressione

### Lancio del giavellotto
| Stagione | Risultato | Luogo         | Data      | Rank. Mond. |
| -------- | --------- | ------------- | --------- | ----------- |
| 2004     | 70,17 m   | Potchefstroom | 28-5-2004 | -           |
| 2001     | 80,91 m   | Potchefstroom | 24-3-2001 | -           |
| 2000     | 83,43 m   | Polokwane     | 18-3-2000 | -           |
| 1999     | 87,17 m   | Polokwane     | 13-3-1999 | -           |
| 1998     | 88,75 m   | Kuala Lumpur  | 21-9-1998 | -           |
| 1997     | 88,40 m   | Atene         | 5-8-1997  | -           |
| 1996     | 79,94 m   | -             | 11-8-1996 | -           |
| 1994     | 77,98 m   | Lisbona       | -         |             |
| 1993     | 73,00 m   | Cradock       | 19-2-1993 | -           |

## Palmarès
| Anno | Manifestazione          | Sede         | Evento                 | Risultato | Prestazione | Note |
| ---- | ----------------------- | ------------ | ---------------------- | --------- | ----------- | ---- |
| 1994 | Mondiali juniores       | Lisbona      | Lancio del giavellotto | Oro       | 77,98 m     |      |
| 1997 | Universiadi             | Sicilia      | Lancio del giavellotto | Oro       | 86,50 m     |      |
| 1997 | Mondiali                | Atene        | Lancio del giavellotto | Oro       | 88,40 m     |      |
| 1998 | Campionati africani     | Dakar        | Lancio del giavellotto | Oro       | 79,82 m     |      |
| 1998 | Giochi del Commonwealth | Kuala Lumpur | Lancio del giavellotto | Oro       | 88,75 m     |      |
| 1999 | Giochi panafricani      | Johannesburg | Lancio del giavellotto | Oro       | 78,74 m     |      |
| 1999 | Mondiali                | Siviglia     | Lancio del giavellotto | 22º       | 76,34 m     |      |

## Altre competizioni internazionali
1998
- 4º in Coppa del mondo ( Johannesburg), lancio del giavellotto - 83,53 m